# Lapara phaeobrachycerous
Lapara phaeobrachycerous är en fjärilsart som beskrevs av Brou V. A. 1994. Lapara phaeobrachycerous ingår i släktet Lapara och familjen svärmare. Inga underarter finns listade i Catalogue of Life.

## Bildgalleri

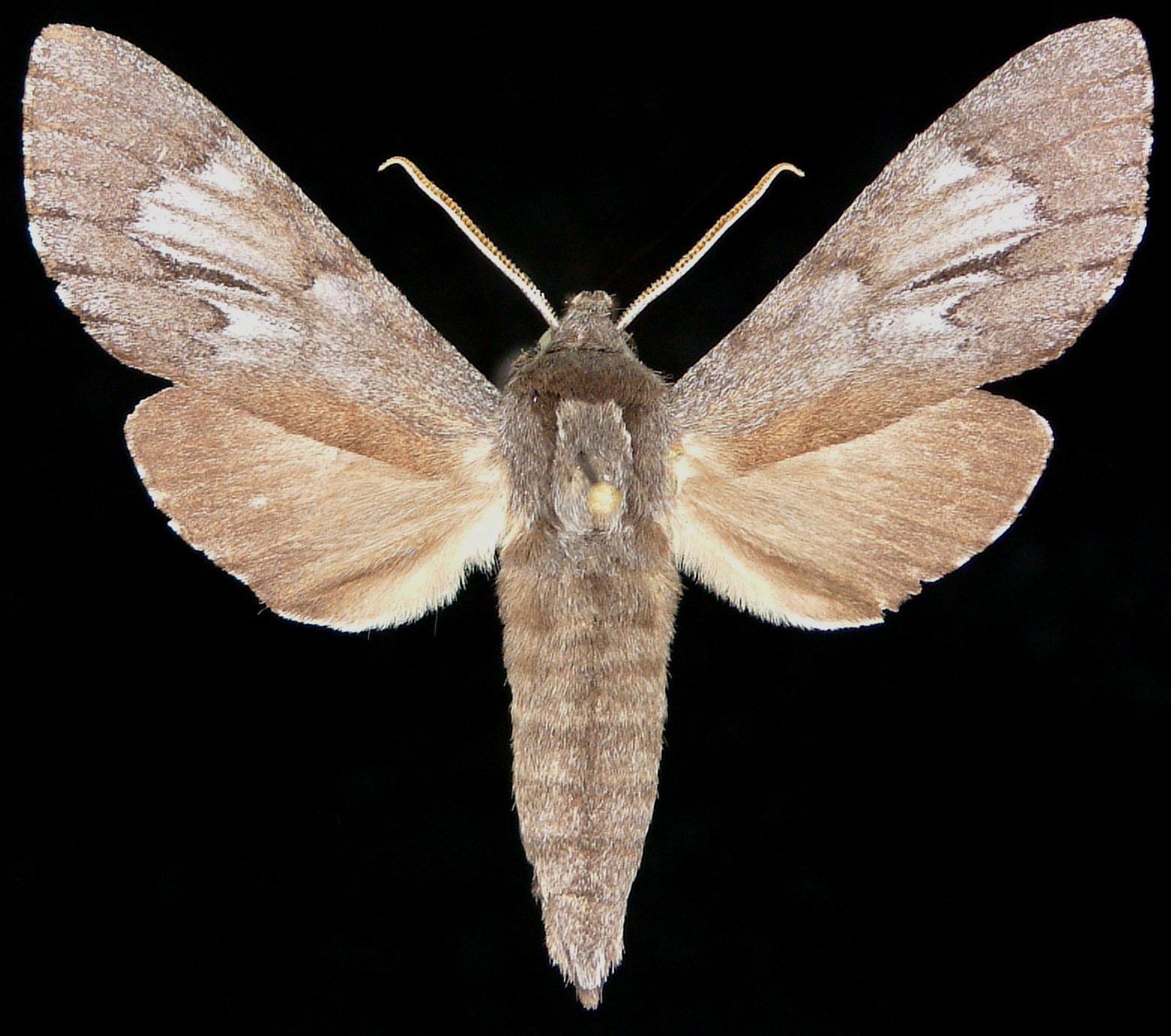